# بتا-اندورفین
بتا-اندورفین (به انگلیسی: Beta-endorphin) با فرمول شیمیایی C۱۵۸H۲۵۱N۳۹O۴۶S یک نوروپپتید درون‌زاد با خواص تخدیری است که در سیستم عصبی مرکزی و محیطی یافت می‌شود. این اندورفین با شناسه پاب‌کم ۱۶۱۳۲۳۱۶ و جرم مولی آن ۳۴۶۴٫۹۸۲۲۴ g/mol می‌باشد. پنج نوع اندورفین در بدن کشف شده اند.